# Bicing

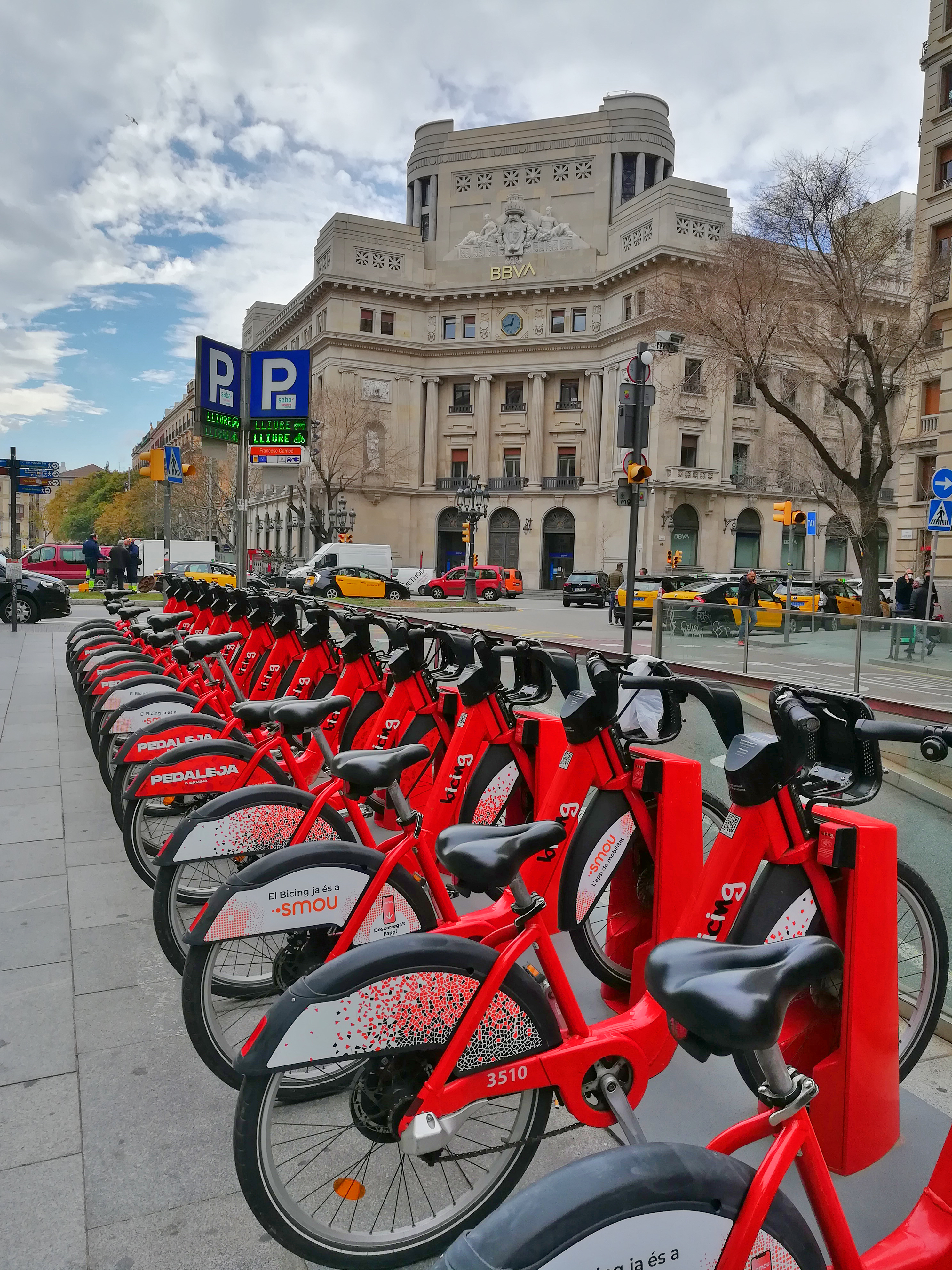
Station et vélos du nouveau modèle depuis 2019.

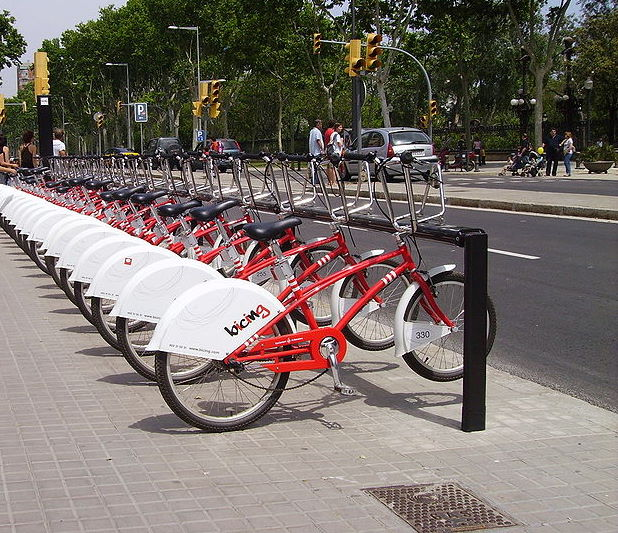
Station et vélos de l'ancien modèle (2007-2018).

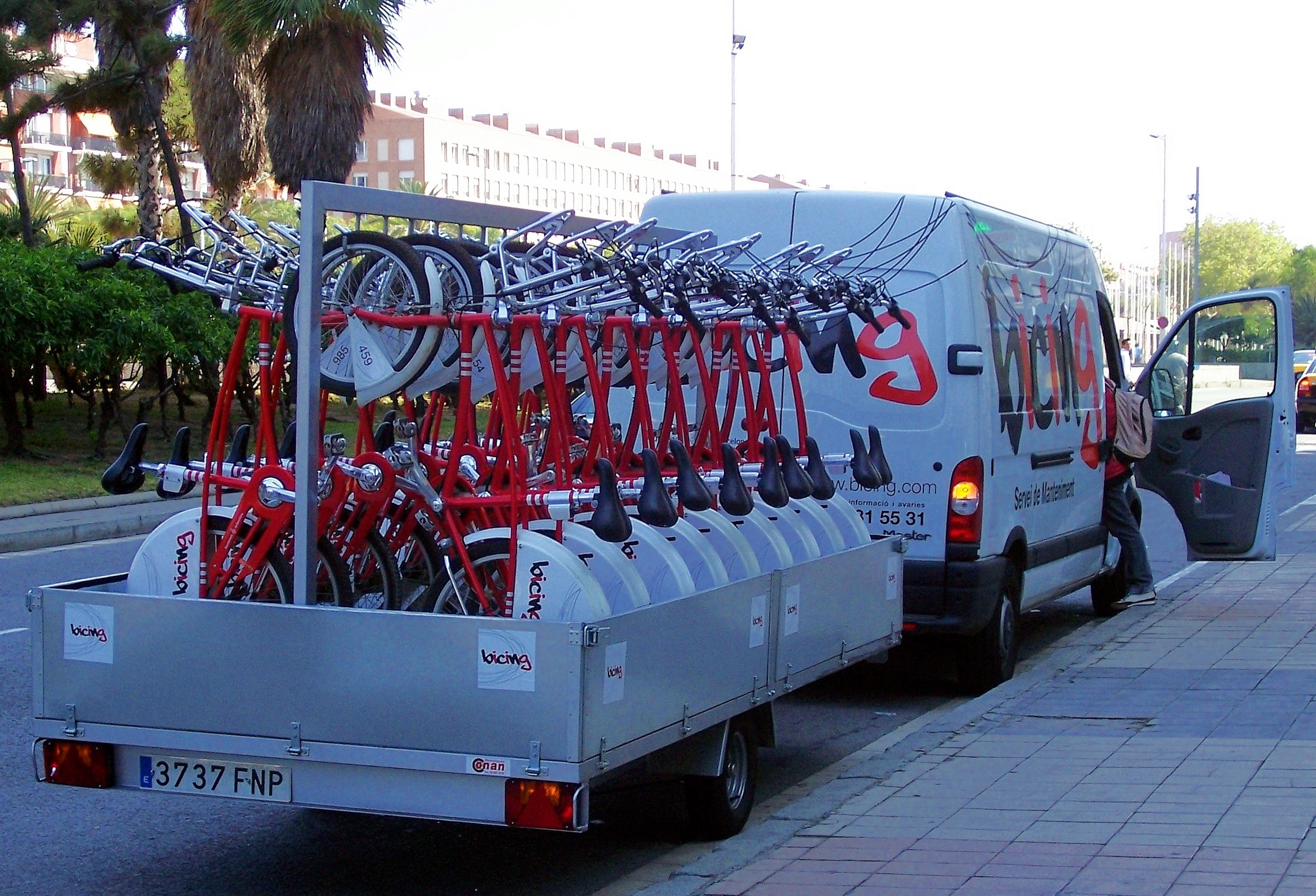
Véhicule de régulation.

Vodafone bicing (mot-valise, contraction de bici, Catalan pour vélo, et BCN, code AITA pour l'aéroport de Barcelone) est le système public de vélos en libre-service à Barcelone en Catalogne, Espagne, mis en service le 22 mars 2007. Bicing est exploité par Pedalem Barcelona et PBSC Solutions Urbaines depuis 2019. Le service Bicing propose 7000 vélos répartis sur 519 stations.

## Histoire
Dès le lancement du service le 22 mars 2007, 200 vélos répartis sur 14 stations, situées près du parc de la Ciutadella, étaient disponibles. Dans le cadre de la « première phase » de déploiement, ce nombre a rapidement été porté à 1 500 vélos sur 100 stations, situées essentiellement dans les districts Eixample et Ciutat Vella, jusqu'en juillet 2007. Dans le cadre de la « deuxième phase », le service a été élargi à 3 000 vélos sur 196 stations jusqu'en décembre 2007 puis, au printemps 2008, à 6 000 vélos sur près de 400 stations, réparties dans l'ensemble de la partie basse de Barcelone, dans le cadre de la « troisième phase ».
Quelques modifications ont pris effet le 1er janvier 2012: augmentation des tarifs (44 € pour l'abonnement annuel contre 30 € auparavant, par exemple) et extension des heures de fonctionnement du service (désormais, les vélos sont disponibles à la location non plus jusqu'à minuit, mais jusqu'à 2 heures du matin en semaine). Parallèlement, la municipalité étudie l'ouverture à la publicité et/ou aux touristes pour mieux rentabiliser le coût du service. Le coût global de Bicing pour la collectivité est estimé à environ 18 millions d'euros par an dont seulement 3 millions d'euros sont financés par les abonnés.
Le 1er septembre 2012, le coût de l'abonnement annuel passe à 45,11 € à la suite de l'augmentation de la TVA en Espagne.
À l'automne 2012, la municipalité annonce une évolution importante de la structure de tarification pour l'année 2013, après adaptation du système informatique, l'objectif étant de faire payer une plus grande part des coûts de fonctionnement par les usagers : la formule permettant des trajets illimités devait augmenter de 116 % pour atteindre 97,50 €. Parallèlement, de nouvelles formules tarifaires, permettant uniquement un nombre limité de trajets, devaient être mises en place : un ticket 10 trajets à 7 €, un ticket 50 trajets à 24 € ainsi qu'un ticket 100 trajets à 42 €,,. Cependant, ces nouvelles formules tarifaires ne seront finalement pas appliquées.
Depuis le 1er avril 2014, un accord de partenariat exclusif est noué avec l'opérateur de téléphonie mobile Vodafone dont le logo apparaît désormais sur tous les vélos et tous les supports de communication associés.
Depuis le 16 décembre 2014, Bicing propose également 150 vélos à assistance électrique (VAE) réparti sur 23 nouvelles stations situées dans plusieurs parkings souterrains des quartiers de l'Eixample et Ciutat Vella. 150 VAE et 23 stations supplémentaires sont ajoutés en février 2015. Un abonnement spécifique est nécessaire pour pouvoir emprunter les VAE.

## Dispositif
Bicing se veut non pas comme un simple système public de location de vélos mais comme un moyen de transport public à part entière. Il est comparable avec des dispositifs similaires lancés dans de nombreuses villes (notamment en Europe) dans les années 2000 comme le Vélib' parisien ou le Barclays Cycle Hire à Londres.
Les vélos Bicing sont disponibles à la location de 5 heures à 2 heures (ils peuvent toutefois être déposés dans une station en dehors de ces heures) sauf le vendredi, le samedi et les jours de fêtes où ils sont disponibles 24 heures sur 24. Du fait de la configuration de la métropole catalane, ville portuaire entourée de monts et collines, les stations sont regroupées dans les parties basses du cœur de la ville et du centre. Les places de Sants, de Francesc Macià au, le bas du Parc Güell et le Parc del Besòs marquent donc les limites des zones couvertes. Cela explique que l'utilisateur ne dispose que de trois « vitesses » (un seul plateau, pignon à trois positions) et peinera à escalader les pentes de Montjuïc ou du Tibidabo. Tous les campus universitaires ne sont pas desservis mais d'autres dispositifs visent spécifiquement la population estudiantine afin d'encourager la pratique de la bicyclette ou du vélo. L'implantation des stations a été surtout conçue pour renforcer l'attractivité des réseaux de métro et de bus (le nombre des cycles disponibles à proximité immédiate des stations et gares est élevé).
Contrairement à d'autres dispositifs de ce type, les touristes ne sont pas un public visé par Bicing : il n'existe pas d'abonnement courte durée et la procédure d'inscription suppose une domiciliation en Espagne (le formulaire préétabli disponible en ligne à renvoyer aux services Bicing pour confirmer l'inscription et demander l'envoi de la carte d'abonné, rédigé en catalan ou espagnol, ne donne pas la possibilité d'indiquer un pays autre que l'Espagne). De même, il n'est pas possible, avec une même carte d'abonnement, de prendre possession de plus d'un cycle, la carte étant personnelle et intransférable. Les moins de 16 ans ne peuvent ni s'abonner, ni utiliser la carte d'un parent. Le temps d'utilisation maximale est fixé à deux heures (la caution de 150 € est prélevée après 24 heures), il est prohibé d'attacher le cycle à des arbres, des bancs, des pylônes de feux de circulation (ce qui limite les possibilités de stationnement et incite à retourner le cycle à une station) et le temps d'attente entre deux locations est de 10 minutes. Ces restrictions résultent en effet d'une décision politique de la municipalité de Barcelone de « protéger » les nombreux professionnels de la location de vélos dans la ville.

## Fréquentation
En octobre 2012, le service compte environ 120 000 abonnés. En moyenne, environ 53 000 trajets sont effectués par jour ouvrable. Selon des statistiques communiquées en octobre 2012, 48,4 % des abonnés à l'année effectuent moins de 50 trajets par an, 25,4 % entre 100 et 300, 17,4 % entre 50 et 100 et 4,6 % plus de 400 trajets.
Avec 58 141 locations en une journée, un record d'utilisation a été enregistré le 27 septembre 2011.

## Tarifs
Au 1er janvier 2014, le coût de l'abonnement annuel est de 47,16 €. Au-delà d'une première demi-heure gratuite, le coût d'utilisation d'un vélo est de 74 centimes par demi-heure supplémentaire dans la limite de deux heures afin d'encourager une rotation rapide des vélos. L'usager qui dépasse cette limite doit payer une pénalité de 4,49 € par heure supplémentaire entamée. À partir de trois pénalités, le compte de l'usager est bloqué.